# Distretto di Brno-venkov
Il distretto di Brno-venkov (in ceco okres Brno-venkov) è un distretto della Repubblica Ceca nella regione della Moravia Meridionale. Il distretto circonda pressoché interamente la città di Brno, che ne è il capoluogo, pur non facendone amministrativamente parte.

## Geografia antropica
Il distretto conta 187 comuni:

### Città
- Dolní Kounice
- Ivančice
- Kuřim
- Modřice
- Oslavany
- Pohořelice
- Rajhrad
- Rosice
- Šlapanice
- Tišnov
- Újezd u Brna
- Zbýšov
- Židlochovice

### Comuni mercato
- Deblín
- Doubravník
- Drásov
- Lomnice
- Medlov
- Nedvědice
- Nosislav
- Ostrovačice
- Pozořice
- Troskotovice
- Veverská Bítýška

### Comuni
- Babice nad Svitavou
- Babice u Rosic
- Běleč
- Bílovice nad Svitavou
- Biskoupky
- Blažovice
- Blučina
- Borač
- Borovník
- Braníškov
- Branišovice
- Bratčice
- Brumov
- Březina u Křtin
- Březina u Tišnova
- Bukovice
- Cvrčovice
- Čebín
- Černvír
- Česká
- Čučice
- Dolní Loučky
- Domašov
- Drahonín
- Hajany
- Heroltice
- Hlína
- Hluboké Dvory
- Holasice
- Horní Loučky
- Hostěnice
- Hradčany
- Hrušovany u Brna
- Hvozdec
- Chudčice
- Ivaň
- Javůrek
- Jinačovice
- Jiříkovice
- Kaly
- Kanice
- Katov
- Ketkovice
- Kobylnice
- Kovalovice
- Kratochvilka
- Křižínkov
- Kupařovice
- Kuřimská Nová Ves
- Kuřimské Jestřabí
- Lažánky
- Ledce u Židlochovic
- Lelekovice
- Lesní Hluboké
- Litostrov
- Loděnice
- Lomnička
- Lubné
- Lukovany
- Malešovice
- Malhostovice
- Maršov
- Mělčany
- Měnín
- Mokrá-Horákov
- Moravany
- Moravské Bránice
- Moravské Knínice
- Moutnice
- Nebovidy
- Nelepeč-Žernůvka
- Němčičky
- Neslovice
- Nesvačilka
- Níhov
- Nová Ves
- Nové Bránice
- Odrovice
- Ochoz u Brna
- Ochoz u Tišnova
- Olší
- Omice
- Opatovice
- Ořechov
- Osiky
- Ostopovice
- Otmarov
- Pasohlávky
- Pernštejnské Jestřabí
- Podolí
- Ponětovice
- Popovice
- Popůvky
- Prace
- Pravlov
- Prštice
- Předklášteří
- Přibice
- Příbram na Moravě
- Přibyslavice
- Přísnotice
- Radostice
- Rajhradice
- Rašov
- Rebešovice
- Rohozec
- Rojetín
- Rozdrojovice
- Rudka
- Řícmanice
- Říčany
- Říčky
- Řikonín
- Senorady
- Sentice
- Silůvky
- Sivice
- Skalička
- Skryje
- Sobotovice
- Sokolnice
- Stanoviště
- Strhaře
- Střelice
- Svatoslav
- Synalov
- Syrovice
- Šerkovice
- Štěpánovice
- Šumice
- Telnice
- Těšany
- Tetčice
- Tišnovská Nová Ves
- Trboušany
- Troubsko
- Tvarožná
- Újezd u Rosic
- Újezd u Tišnova
- Unín
- Unkovice
- Úsuší
- Velatice
- Veverské Knínice
- Viničné Šumice
- Vlasatice
- Vohančice
- Vojkovice
- Vranov
- Vranovice
- Vratislávka
- Všechovice
- Vysoké Popovice
- Zakřany
- Zálesná Zhoř
- Zastávka
- Zbraslav
- Zhoř
- Žabčice
- Žatčany
- Žďárec
- Želešice
- Železné